# 後藤沙緒里と喜多村英梨のSEラジオ
『後藤沙緒里と喜多村英梨のSEラジオ』（ごとうさおりときたむらえりのエスイーラジオ）は、HiBiKi Radio Stationで2015年9月29日から2016年10月3日まで不定期で配信されていたインターネットラジオ番組。パーソナリティは後藤沙緒里と喜多村英梨。

## 概要
喜多村英梨が何かラジオをやりたくなり、後藤沙緒里をスカウトして始まった番組。番組を始めるにあたり 声優らしいラジオができないかという案からSE(Sound Effect)＝効果音をテーマにしている。
2人の時間を楽しむためのラジオでありSEラジオ関連以外の個人告知はなく、また2人の仕事関連の投稿も読まないことを方針としている。

## パーソナリティ
- 後藤沙緒里
- 喜多村英梨

名乗り順は2人の名前である沙緒里(Saori)のSと英梨(Eri)のEをタイトルであるSEの順に合わせる形で決められた。
進行は主に喜多村が担当している。

## 配信形態
- 配信期間：2015年9月29日〜2016年10月3日
- 配信サイト：HiBiKi Radio Station
- 配信日：不定期更新 (1～2週間に1回位の頻度）

1回の番組を分割して配信する『ぶつ切り配信システム』を採用している。放送回数はオープニングからエンディングまでを1回と数え、各配信回は 第02-1回、第2-2回…表記。また前回放送分と一部内容が重複することもある。最終回にあたる第14回のみ一括配信された。

## コーナー
全てEメールにて
番組の感想やSEにまつわる報告を紹介するおたよりコーナー。
本日のSE
SEのお題を募集し、声で制作するコーナー。作ったSEは放送中に使用する。
素晴らしEクイズ
SEのお題を募集し、後藤がSEで表現し喜多村が答えるコーナー。
すごEチャレンジ
2人が気になった出来事やアイテムなどを実際に体験、挑戦するコーナー。

## 主なイベント
後藤沙緒里と喜多村英梨のSEラジオ「第1回 SばらしいEベント」
2016年2月27日に東京都千代田区北の丸公園内の科学技術館サイエンスホールにて開催されたトークイベント。
後藤沙緒里と喜多村英梨のSEラジオ「第1回 最高のイベント〜Saiko-no-Ebento〜」
2016年10月9日に東京都千代田区北の丸公園内の科学技術館サイエンスホールにて開催されたトークイベント。番組イベントとしては2回目だが、イベントタイトルを変えた別イベントという体裁で第1回としている。昼の部と夜の部の二部構成。

## 関連商品
ラジオCD「後藤沙緒里と喜多村英梨のSEラジオ」Vol.1（2016年6月29日、ブシロードミュージック / HBKM-0092）
- 収録内容
  - DISC 1（CD）：新規録りおろし音源を収録
  - DISC 2（CD-ROM）：通常配信回第1回～第9回までの音源をぶつ切りなしVer.にてmp3データで収録